# Dietrich Kampf
Dietrich Kampf (ur. 3 kwietnia 1953 w Oberwiesenthal) – wschodnioniemiecki skoczek narciarski, srebrny medalista mistrzostw świata w 1974 w Falun. Na skoczni występował w latach 1972–1976. Obecnie pracuje jako trener.

## Mistrzostwa Świata
- Indywidualnie
  - 1974 Falun (SWE) – srebrny medal (normalna skocznia)

## Mistrzostwa świata w lotach
- Indywidualnie
  - 1973 Oberstdorf (RFN) – 4. miejsce